# رودریگو الی
رودریگو الی (پرتغالی: Rodrigo Ely؛ زادهٔ ۳ نوامبر ۱۹۹۳) بازیکن فوتبال اهل برزیل است که در پست دفاع وسط برای ناتینگهام فارست در چمپونشیپ انگلستان بازی می‌کند.
از باشگاه‌هایی که در آن بازی کرده‌است می‌توان به میلان، رجینا، آولینو و آلاوز اشاره کرد.